# Borough Market

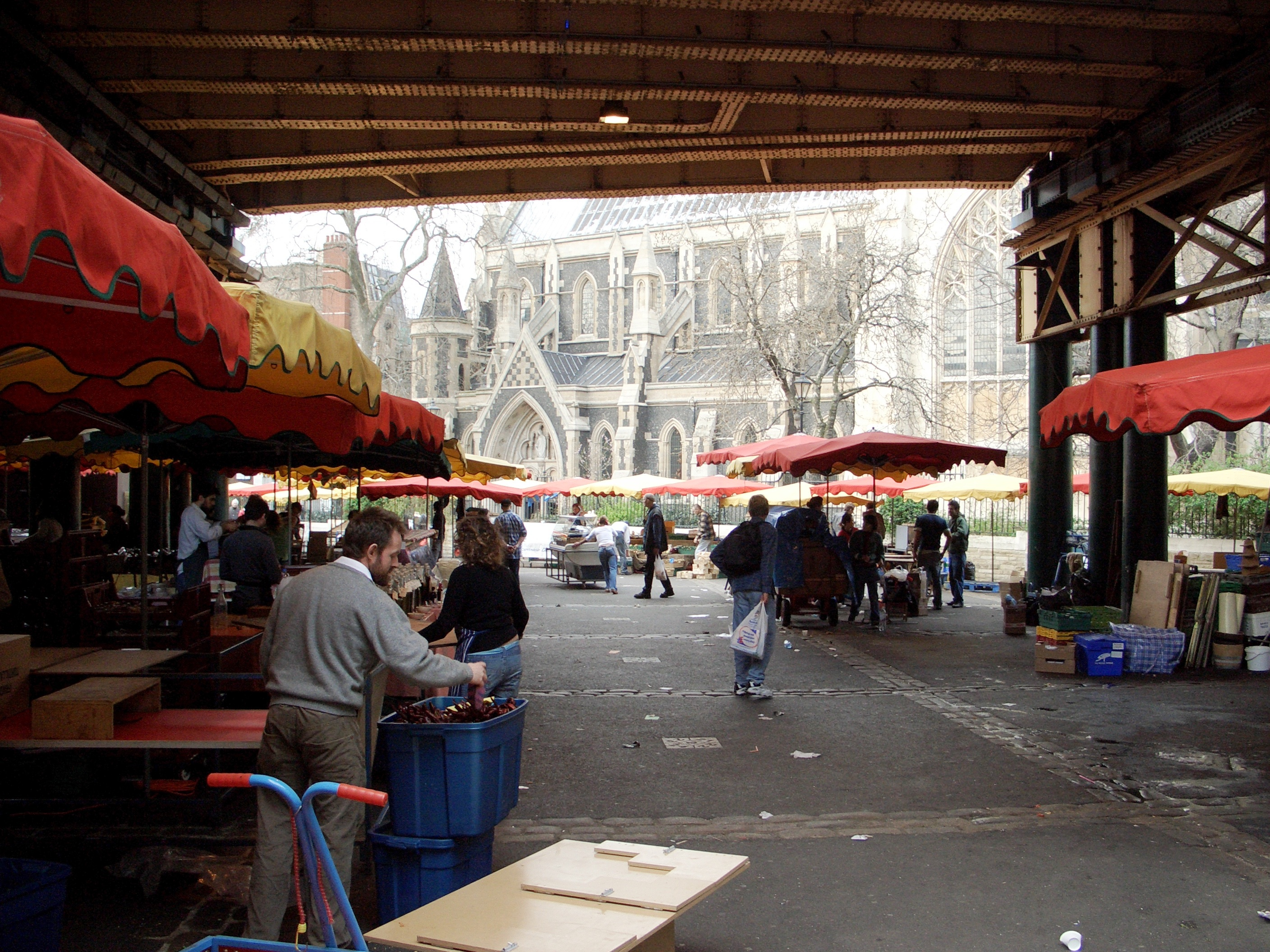
Borough Market

Borough Market é um mercado de alimentos por atacado e varejo em Southwark, Londres, Reino Unido. É um dos maiores e mais antigos mercados de alimentos da cidade.

## História
O mercado atual, localizado na Southwark Street e Borough High Street, ao sul da Catedral de Southwark, no extremo sul da Ponte de Londres, é um sucessor de um que originalmente ficava adjacente ao final da ponte. Foi mencionado pela primeira vez em 1276, embora o próprio mercado declare que exista desde 1014 "e provavelmente muito mais cedo" e posteriormente foi movido para o sul da Igreja de Santa Margarida.
Três terrorista dos ataques de Londres de junho de 2017 correram para o local, onde atacaram várias pessoas com lâminas antes de serem mortos a tiros por policiais armados. Isso aconteceu depois que eles fugiram de um veículo na Ponte de Londres.